# Sužan
Sužan – wieś w Chorwacji, w żupanii primorsko-gorskiej, w gminie Dobrinj. W 2011 roku liczyła 84 mieszkańców.